# Giulia Grisi
Pour les articles homonymes, voir Grisi.
Giulia Grisi est une cantatrice italienne (soprano) née le 22 mai 1811 à Milan, alors capitale du royaume d'Italie, et morte le 29 novembre 1869 à Berlin.

## Biographie

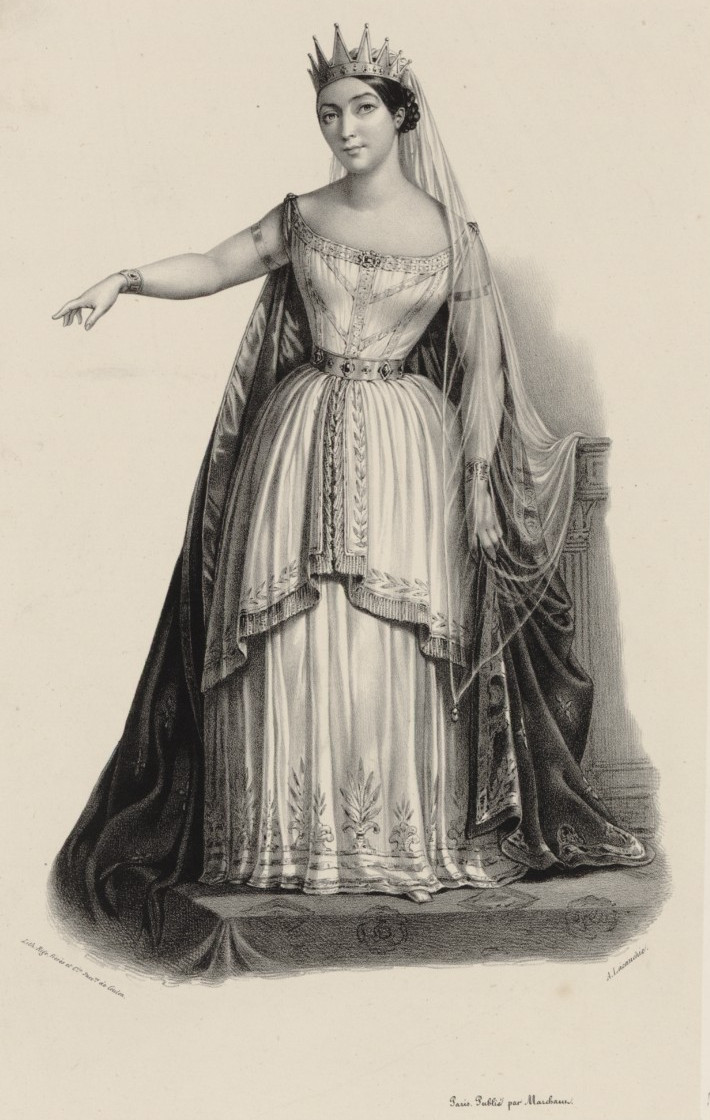
Giulia Grisi dans le rôle-titre de Semiramide

### Débuts
Fille de Gaetano Grisi, un officier de l'armée napoléonienne, Giulia est la petite-fille d'une violoniste amateur, Giovanna Grassini ; la nièce de la fameuse cantatrice Giuseppina Grassini (1773-1850) ; sa sœur aînée, Giuditta Grisi (1805-1840), fera également une carrière comme soprano. Elle est aussi la cousine germaine de la célèbre ballerine de la période romantique, Carlotta Grisi (1819-1899).
Élève de Giuditta Pasta et certainement de sa tante, la Grassini, elle débute à 17 ans dans Zelmira de Rossini à Bologne en 1829, puis à la Scala en 1831 où elle participe à la création de Norma au côté de Giuditta Pasta. Elle se produit à Londres et Paris où elle reste fidèle au Théâtre-Italien.

### Scandale
Elle épouse en 1836 le jeune comte Achille-Auguste-César de Melcy, mais le mariage n'est pas heureux. En 1838, le comte découvre une lettre écrite à sa femme par Lord Castlereagh. Il provoque ce dernier en duel le 16 juin et le blesse au poignet. Castlereagh l'ayant assuré que la cantatrice ne l'avait jamais encouragé, Melcy juge son honneur sauf et accorde à Giulia le divorce. Loin de lui faire ombrage, le scandale accroît la popularité de Grisi auprès du grand public : quand elle entre sur scène peu après dans Parisina de Gaetano Donizetti à l'Opéra, des applaudissements plus nourris qu'à l'accoutumée l'y accueillent. Ironiquement, dans une de ses scènes, Parisina est accusée d'adultère par son mari. Quelques mois plus tard, Giulia donne naissance à Londres à George Frederick, fils illégitime de lord Castlereagh.

### Éloges
En Angleterre, Giulia est particulièrement appréciée de la jeune reine Victoria, amatrice d'opéra et qui écrit après l'avoir admirée pour la deuxième fois dans Parisina : « Je n'ai jamais vu Grisi si splendide et chantant aussi bien ».
Outre ses talents de cantatrice que servent une voix ample qui monte sans effort dans les aigus et une impeccable technique vocale, Giulia Grisi est louée pour sa beauté. Son teint pâle et sa peau crémeuse étaient mis en valeur par des cheveux de jais et un regard langoureux. Le poète Théophile Gautier ne tarit pas d'éloges : « Quant à Mademoiselle Grisi, sa beauté, son jeu et sa voix ne laissent en rien désirer ; une trinité magnifique peu souvent observée chez une seule personne ». Fasciné par sa grâce lorsqu’il l’aperçoit pour la première fois dans une loge de la salle Favart, Gautier lui rend hommage dans son poème La Diva qu’il conclut par le nom de la cantatrice.
Dans Madame Bovary, roman de Gustave Flaubert paru en 1857, Léon Dupuis, le clerc de notaire qui entreprend de séduire Emma Bovary, se vante auprès d'elle d'avoir vu se produire Rubini, Tamburini, Persiani et Grisi.
Malgré cela, Giulia est consciente que d'autres cantatrices talentueuses autour d'elle représentent autant de rivales, telles Pauline Viardot qu'elle ne ménage pas.

### Mario

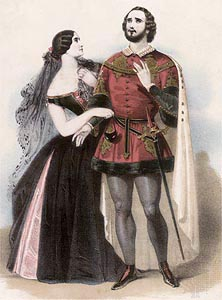
Giulia Grisi et Mario dans Lucrezia Borgia (v. 1840).

« La Grisi » se produit à Londres (qu'elle favorisera souvent) en 1839 aux côtés du chanteur ténor Mario, dont elle tombe sous le charme et  ; qu'elle épouse dans la foulée. Le couple s'installe à Furham, un arrondissement de Londres, et aura plusieurs enfants.
Au succès de Giulia s'ajoute celui de Mario. Donizetti écrit pour eux l'opéra bouffe Don Pasquale , qu'ils créent le 3 janvier 1843 au Théâtre-Italien à Paris, où l'accueil est triomphal.
La famille Candia revient fréquemment en Italie, vivant de façon saisonnière dans la somptueuse villa Salviati près de Florence, une propriété que Mario avait achetée en 1849. Ils y reçoivent des personnalités éminentes du monde de l'opéra et de l'aristocratie. Mais Grisi préfère les vacances familiales privées dans leur chalet de Bordighera.
Leur carrière se partage essentiellement entre Paris en hiver, et Londres au printemps, d'abord au Her Majesty's Theatre puis à Covent Garden. L'été est consacré aux tournées dans les provinces britanniques, notamment à Dublin en Irlande.

### Fin de vie

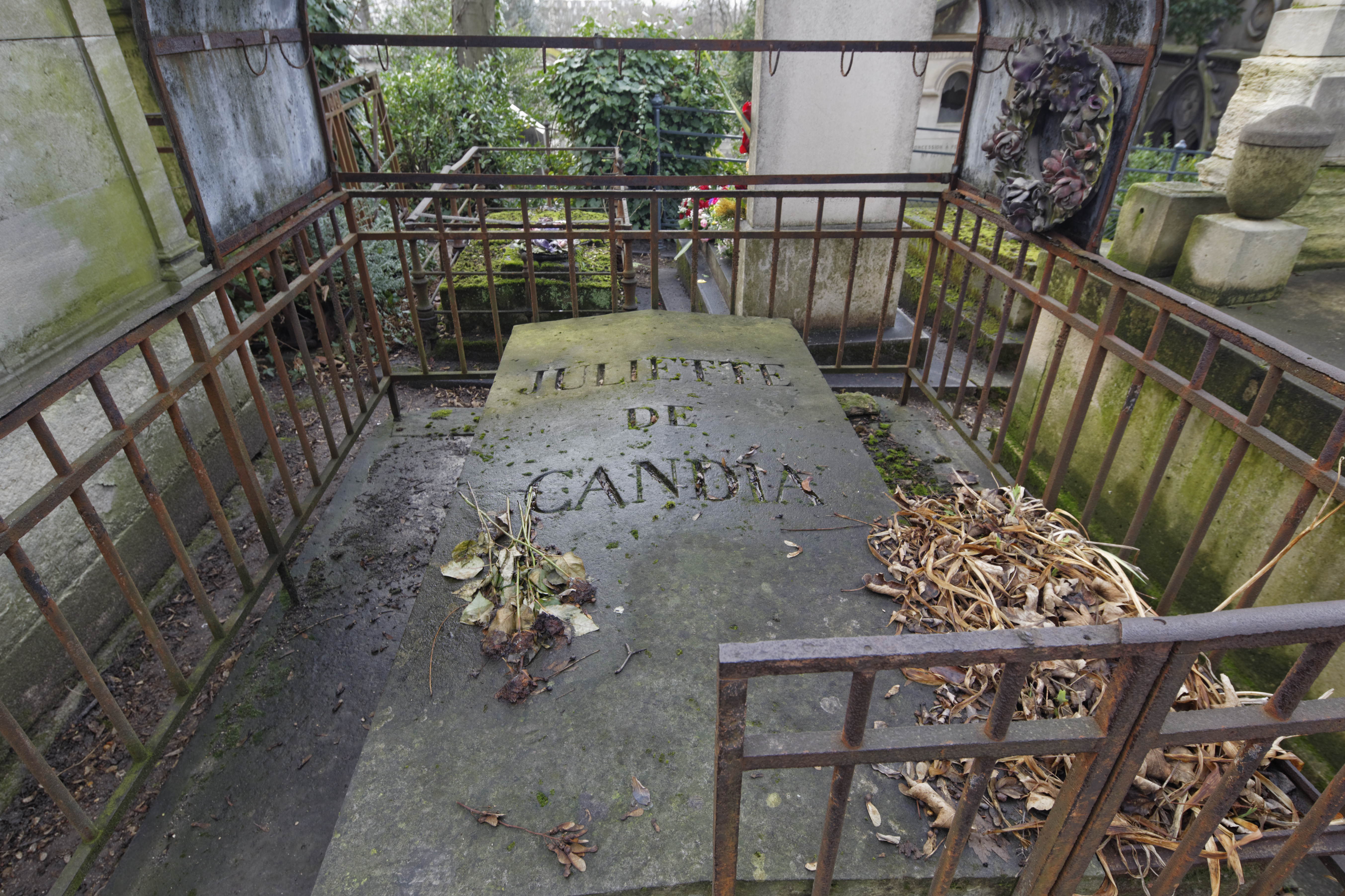
Tombe de Grisi au cimetière du Père-Lachaise

Après une tournée lucrative et triomphale entreprise en 1854 aux États-Unis où ils ont été dignement reçus, elle quitte la scène en 1860.
Lors d'un voyage vers Saint-Petersbourg en 1869, elle est victime d'un accident à la frontière allemande et meurt à 58 ans. Son mari rapatrie le corps à Paris pour l'inhumer au cimetière du Père-Lachaise.
Sa tombe fait face à celle de Molière et porte pour seule inscription : « Juliette de Candia ».
La carrière opératique incroyablement riche de Giulia Grisi a été compilée dans des enregistrements, des illustrations et à travers des peintures. À sa mort, son mari a fait don d'une forte somme pour la création de bourses pour sopranos à l'Opéra de Paris, théâtre qui a forgé sa célébrité.

## Descendance

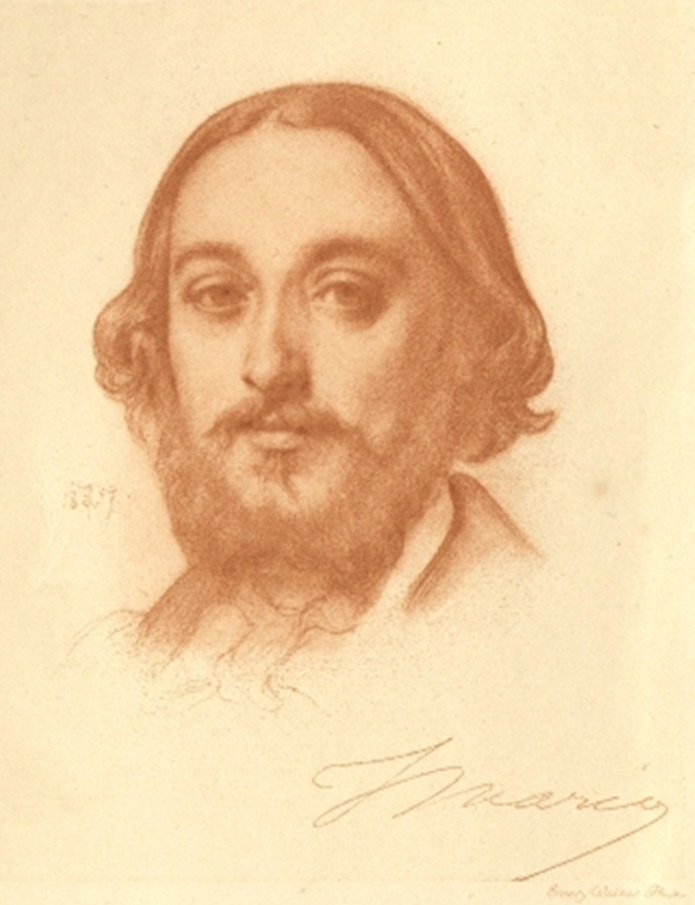
Giovanni Matteo de Candia dit « Mario » (1810-1883)

De sa relation avec Lord Frederick Stewart Castlereagh, 4e marquis de Londonderry, elle a eu un fils élevé par son père et avec lequel elle gardera des relations que le marquis favorisa : George Frederick Ormsby (Londres, 1838 - Scarborough, 1901). Lieutenant puis capitaine du 2nd (Queens) Regiment of Dragoon Guards, il servira aux Indes et, épousera Charlotte Mary W. .
Avec son second mari, Giovanni Matteo de Candia dit Mario, elle a eu six filles :
- Giulia (Paris, 1842 - Paris, 1844) ;
- Rita (Londres, 1849 - Berlin, ?) ;
- Maria Angelina (Londres, 1850 - Paris, ?) ;
- Cecilia Maria (Brighton, 1853 - Bordighera, 1926), qui épousera Godfrey Pearse le 29 février 1872 à Londres et en divorcera en 1889. Écrivaine, elle compte parmi ses œuvres les plus notoires, The Romance of a Great Singer publiée en 1910 et qui évoque son père Mario ;
- Clelia Corinna (Londres ou Furham, 1855 - ?) qui épousera Sir Arthur Vaughan Powys en mai 1875 à Londres et aura deux filles : Ivy Clelia (v. 1876-v. 1951) et Gwyneth (v. 1879-?)[11] ;
- Bella Maria (Londres, 1857 - ?).

## Galerie

Les sœurs Giuditta et Giulia Grisi
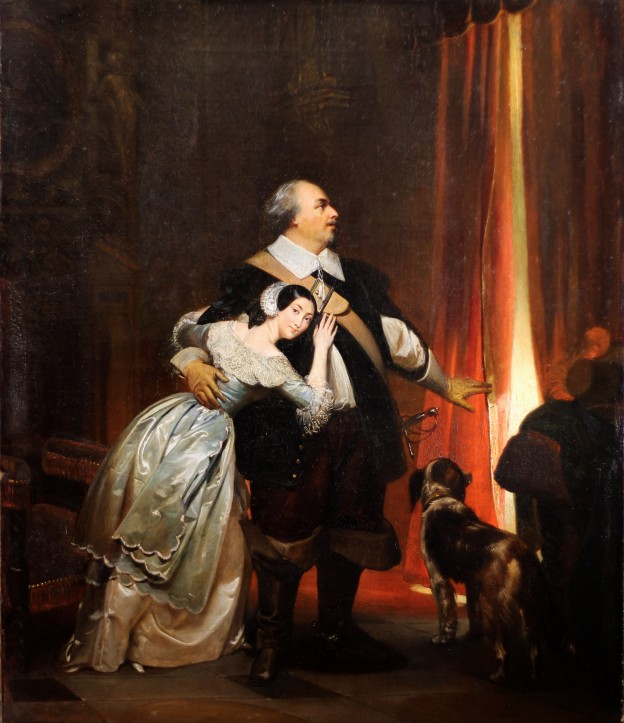
Luigi Lablache et Giulia, Londres, 1836
1839
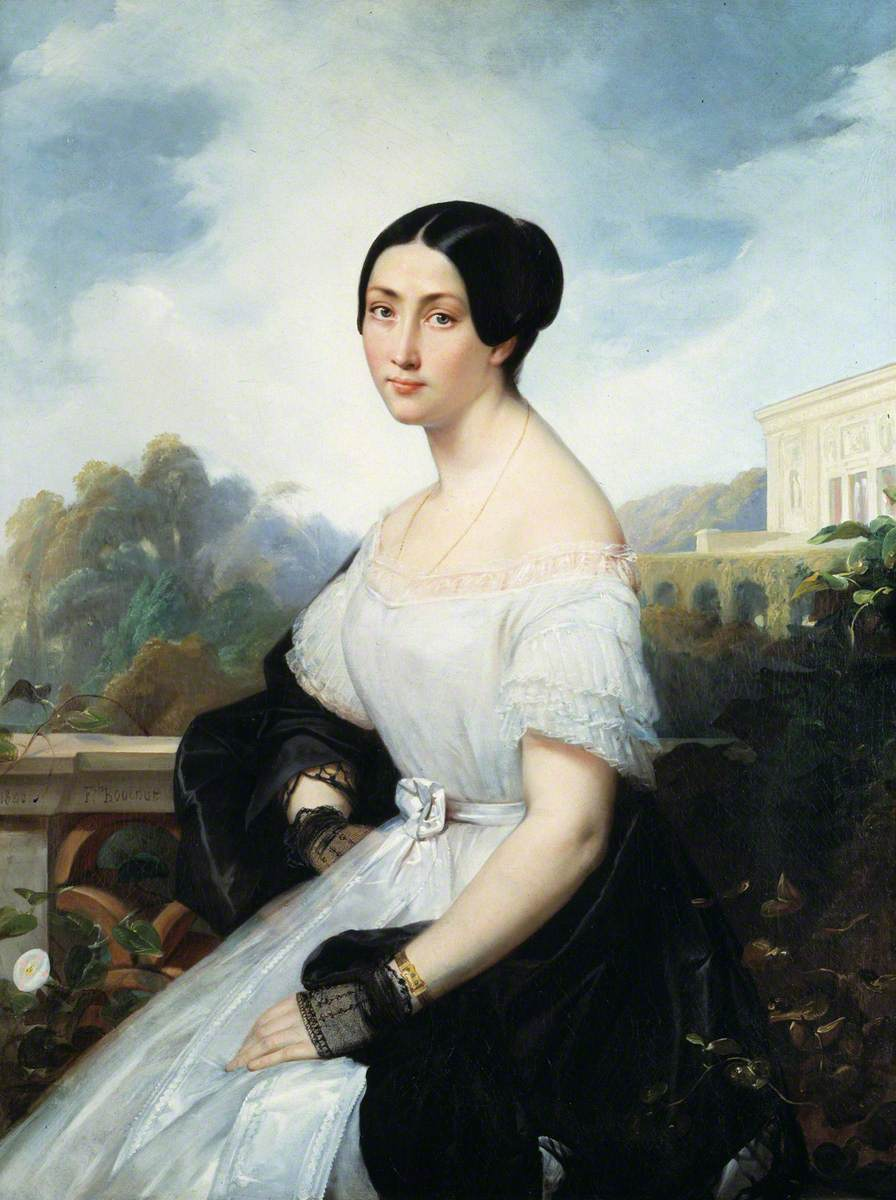
Giulia Grisi, en 1840
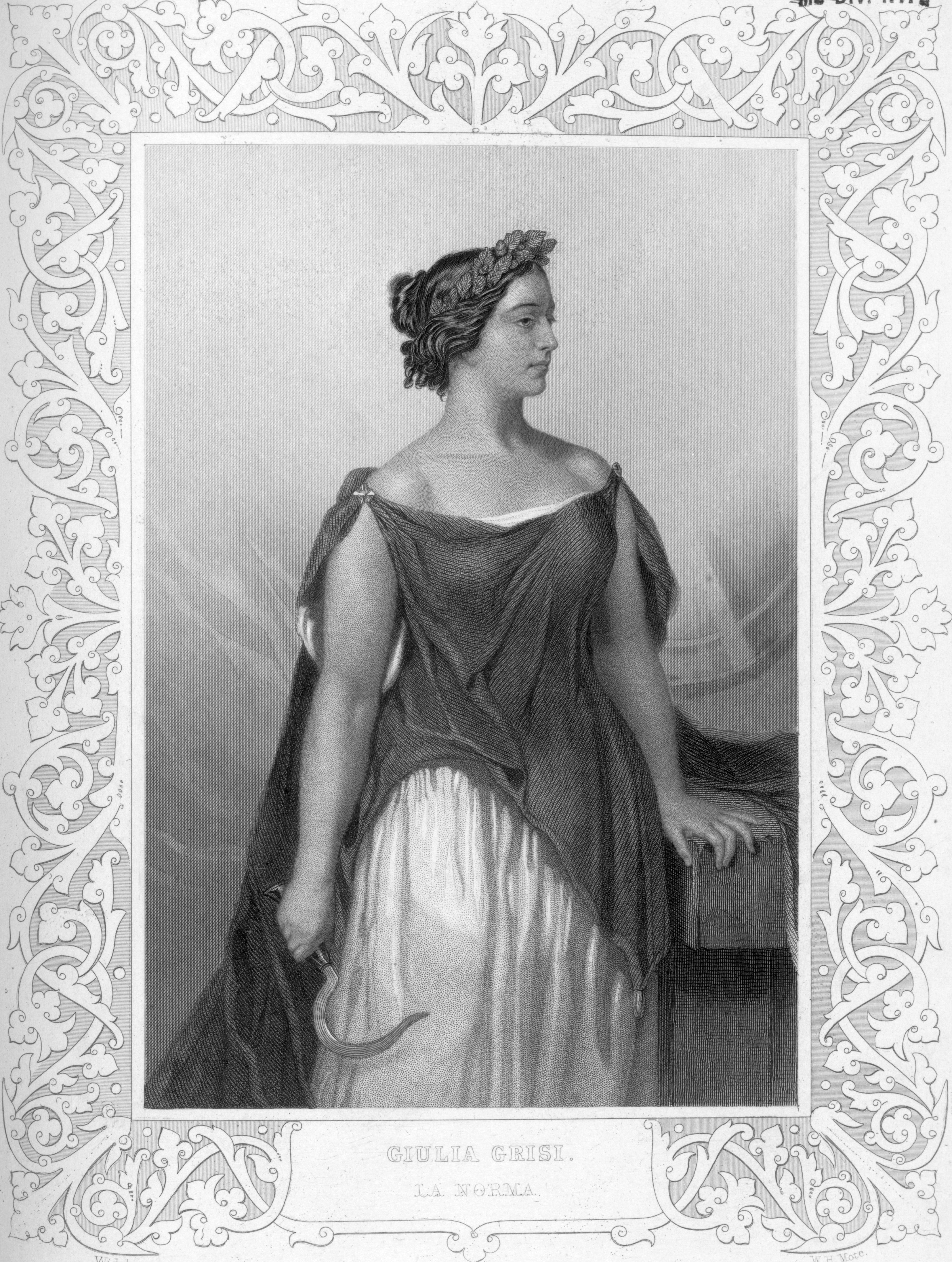
Giulia dans Norma
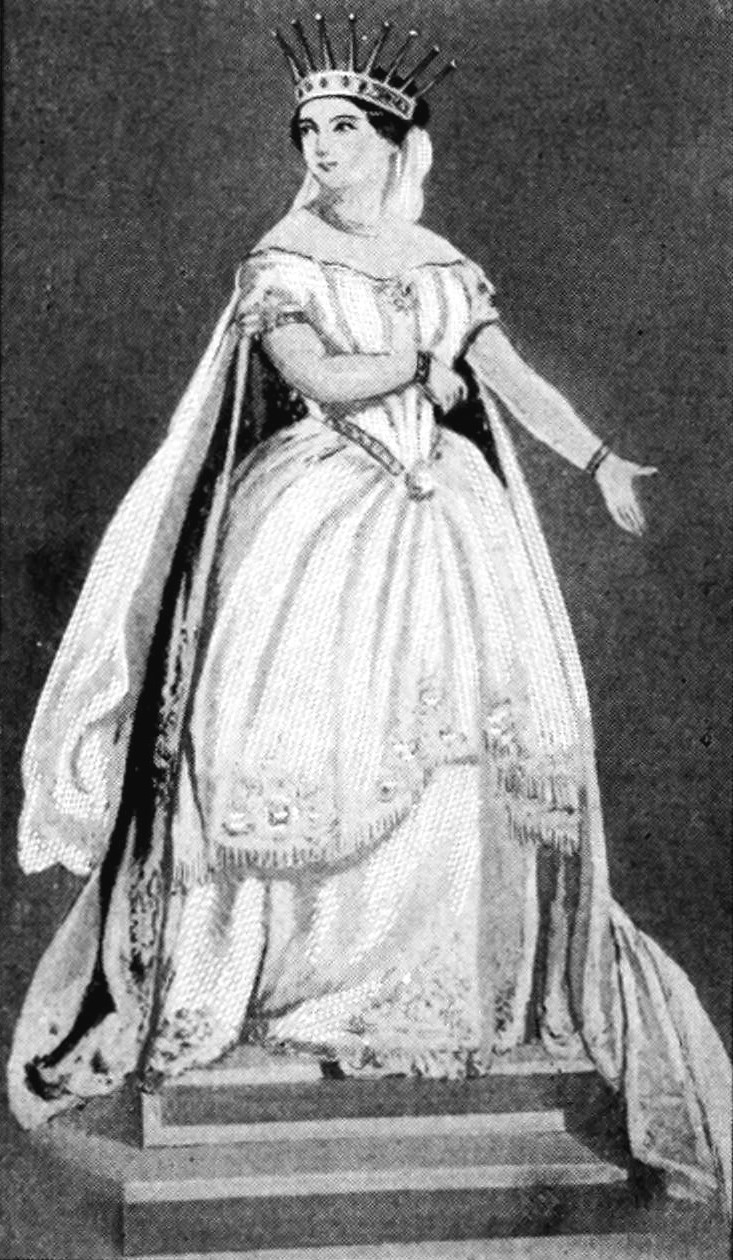
1855
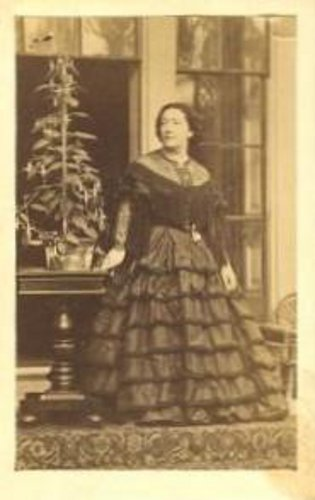
v. 1850
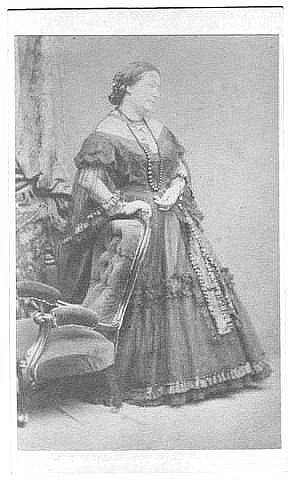
v. 1860
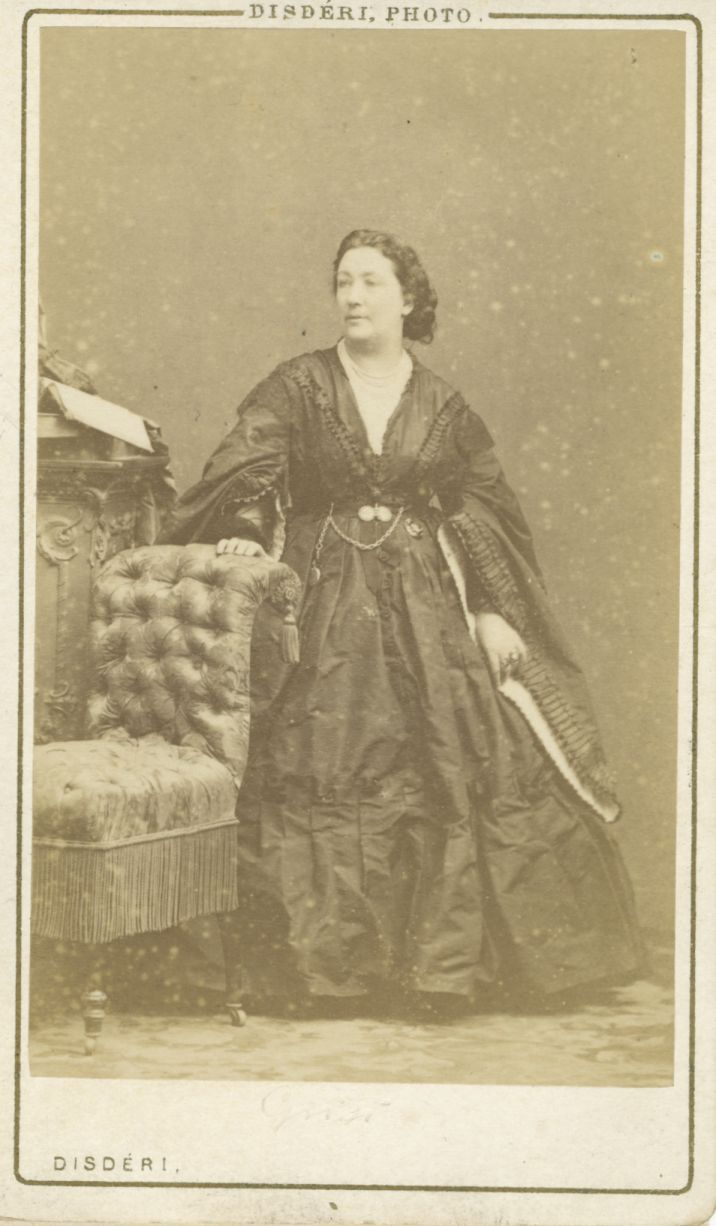
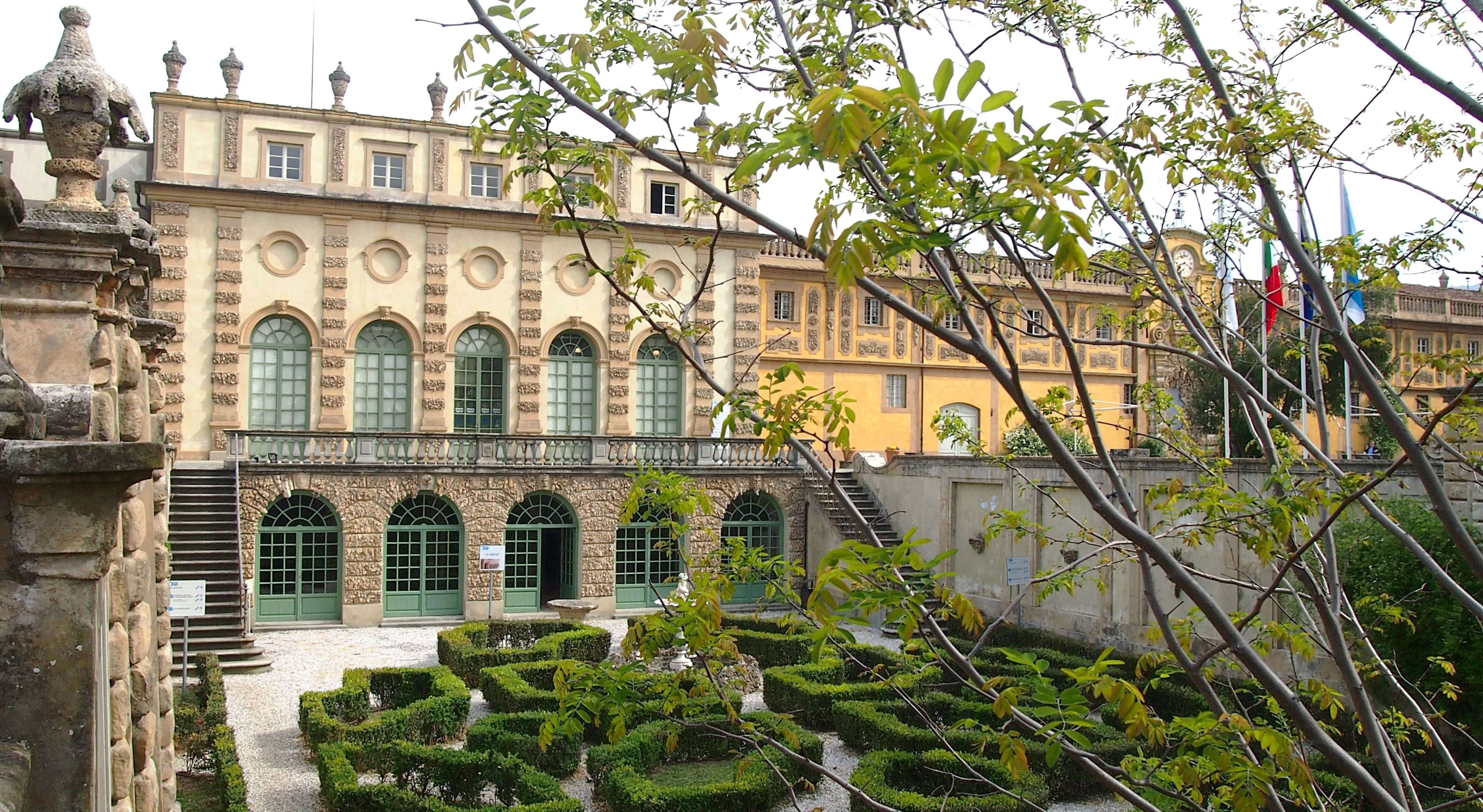
Villa Salviati en Toscane